# Carpenedolo
Carpenedolo is een gemeente in de Italiaanse provincie Brescia (regio Lombardije) en telt 11.205 inwoners (31-12-2004). De oppervlakte bedraagt 30,1 km², de bevolkingsdichtheid is 377 inwoners per km².
De volgende frazioni maken deel uit van de gemeente: Ravere, Lame, Tezze en Taglie.

## Demografie
Carpenedolo telt ongeveer 4240 huishoudens. Het aantal inwoners steeg in de periode 1991-2001 met 9,9% volgens cijfers uit de tienjaarlijkse volkstellingen van ISTAT.
| Jaar | Inwoneraantal |
| ---- | ------------- |
| 1991 | 9450          |
| 2001 | 10.386        |

## Geografie
De gemeente ligt op ongeveer 73 m boven zeeniveau.
Carpenedolo grenst aan de volgende gemeenten: Acquafredda, Calvisano, Castel Goffredo (MN), Castiglione delle Stiviere (MN) en Montichiari.

## Galerij

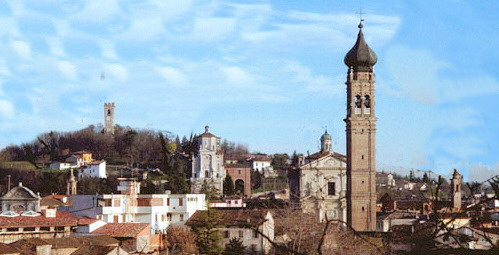
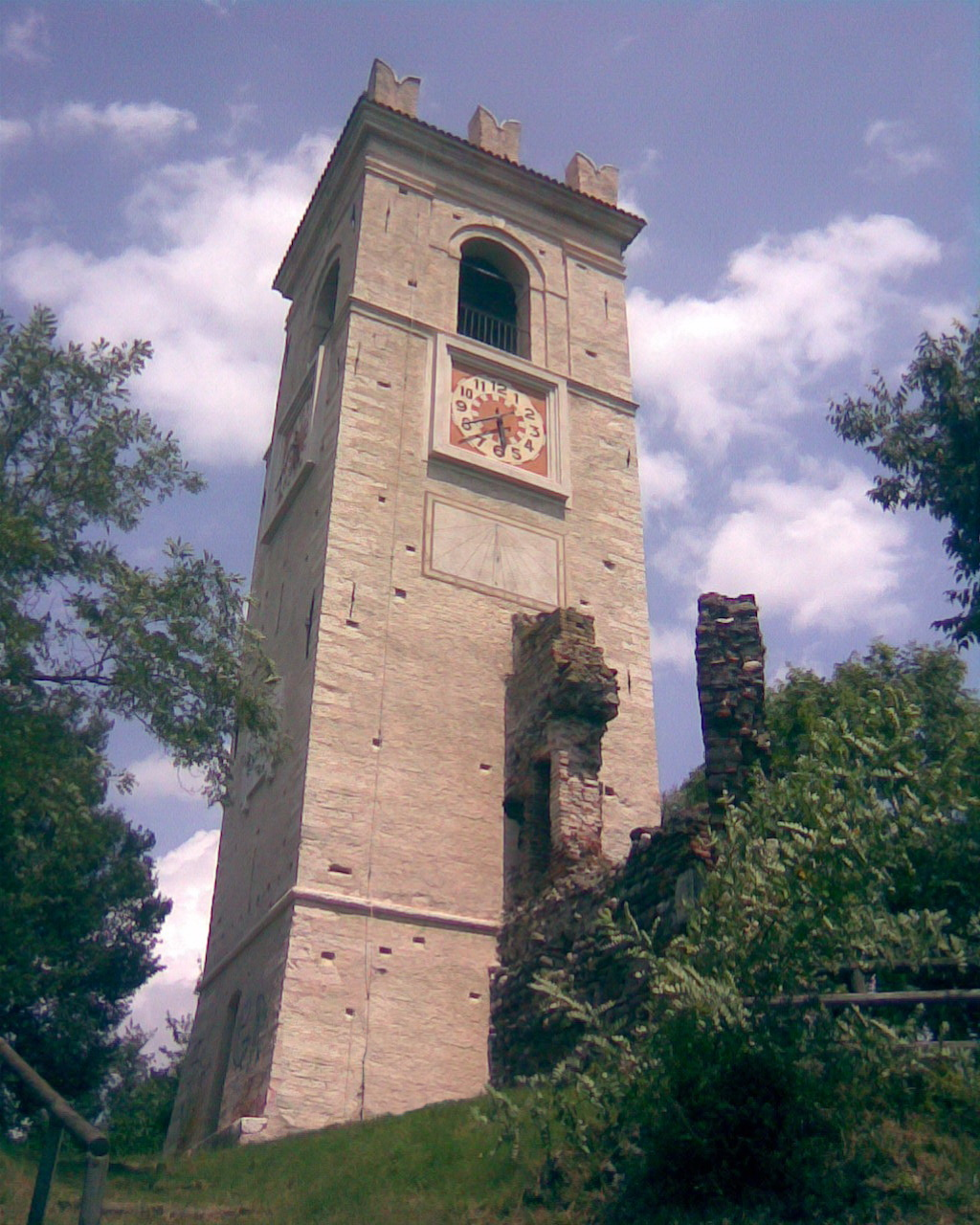
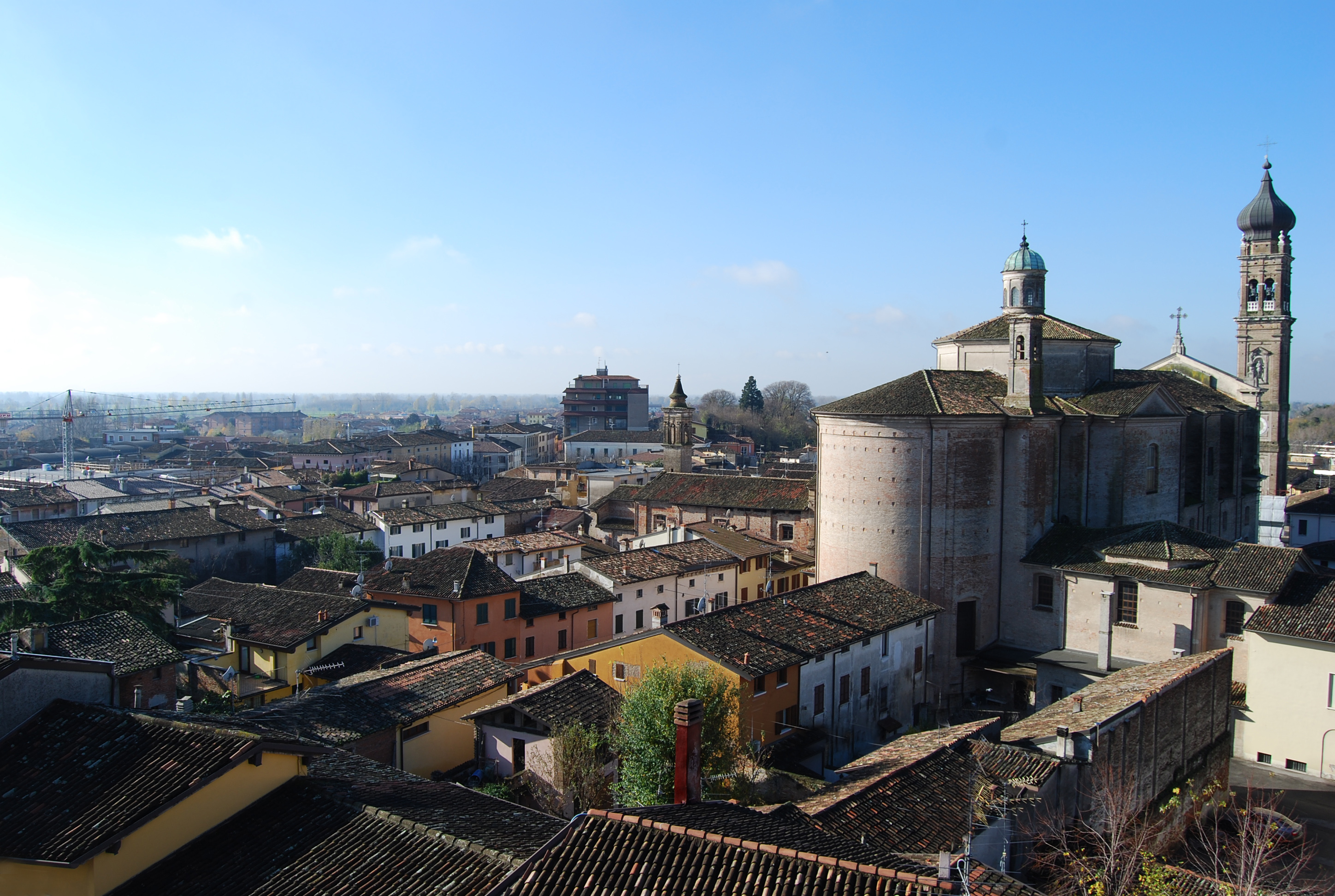
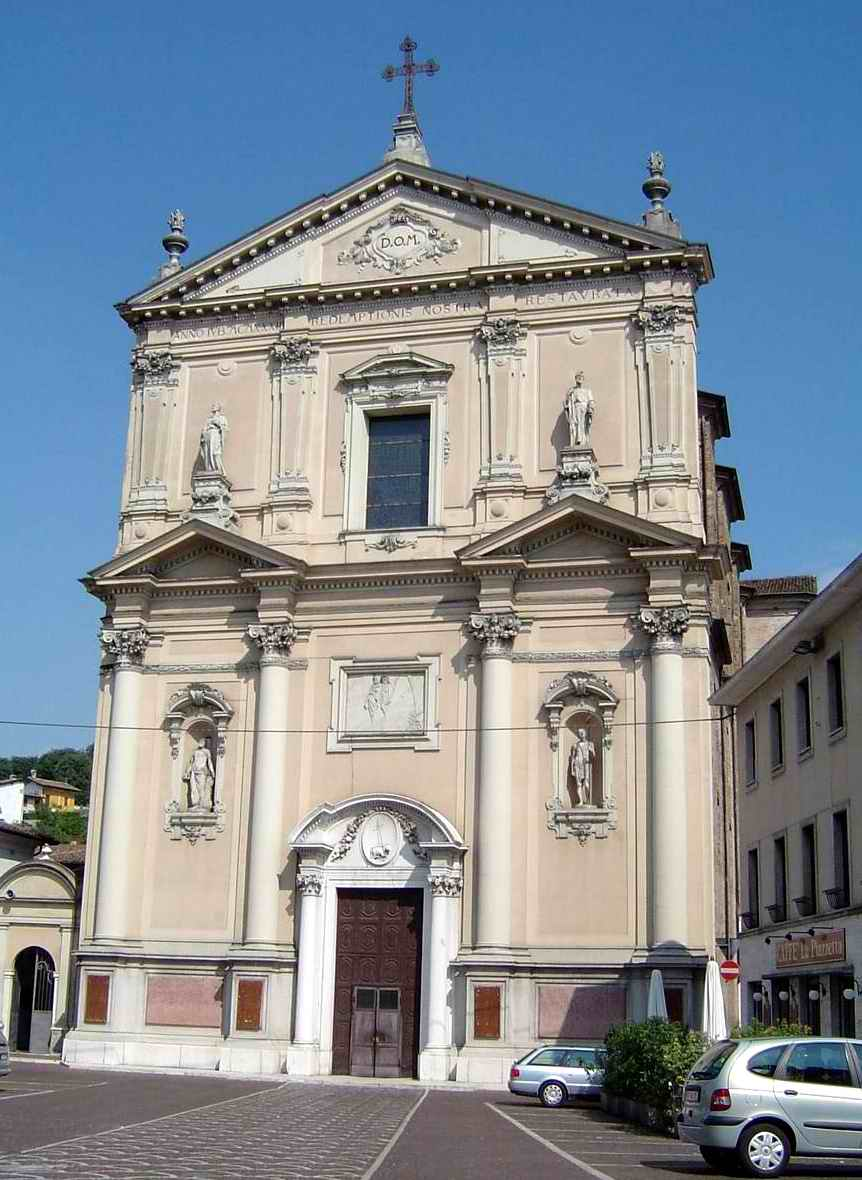
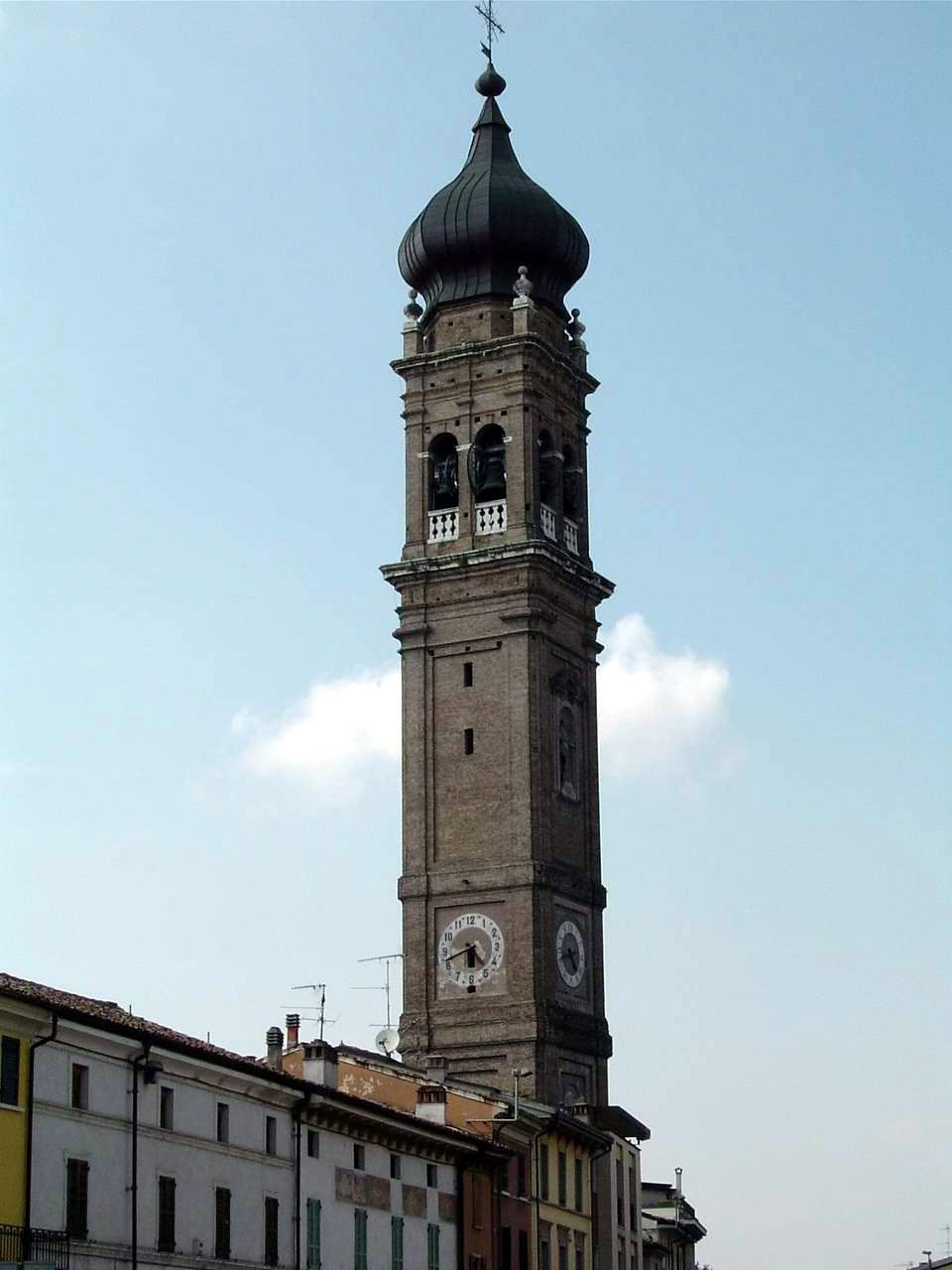
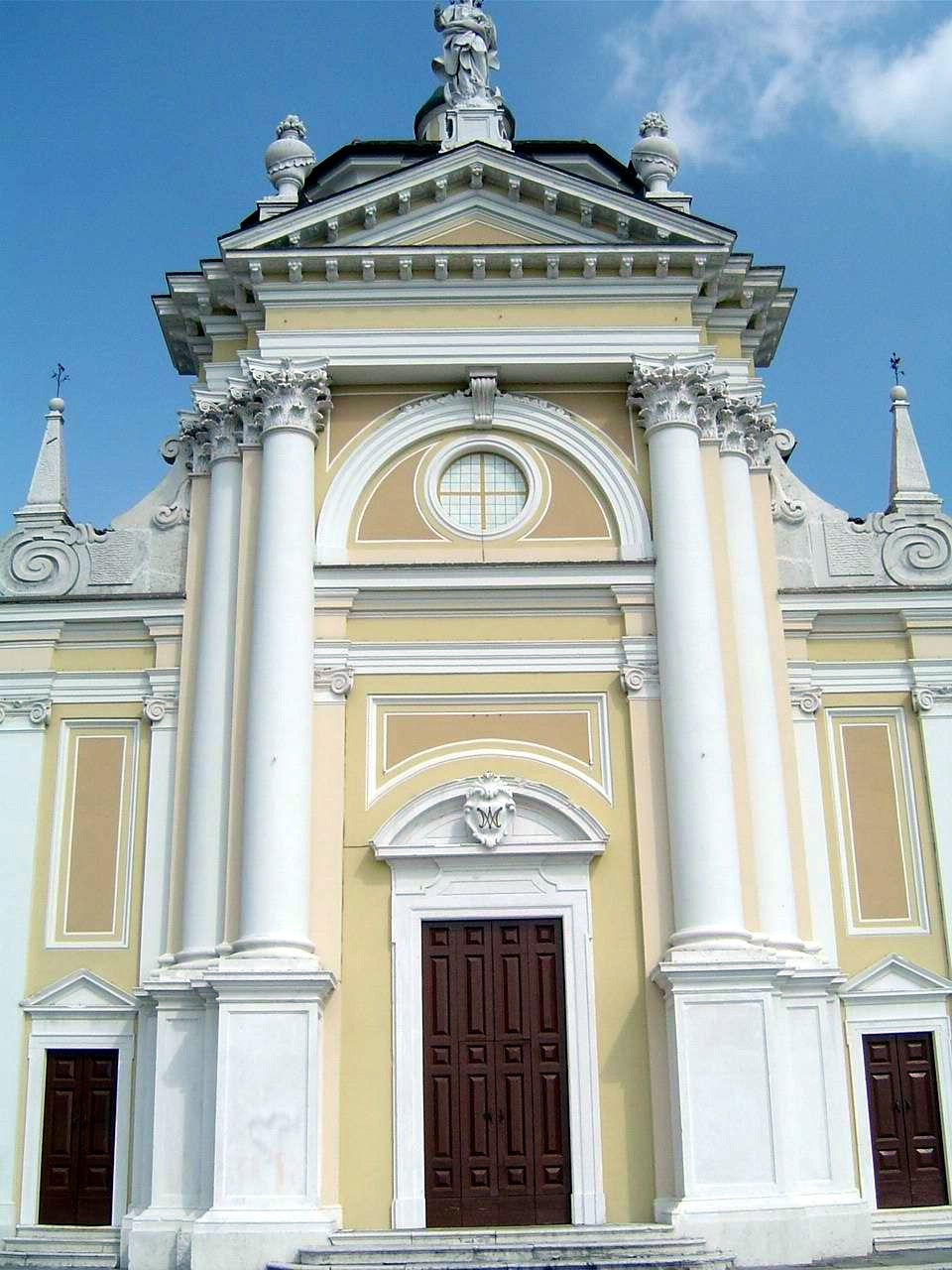
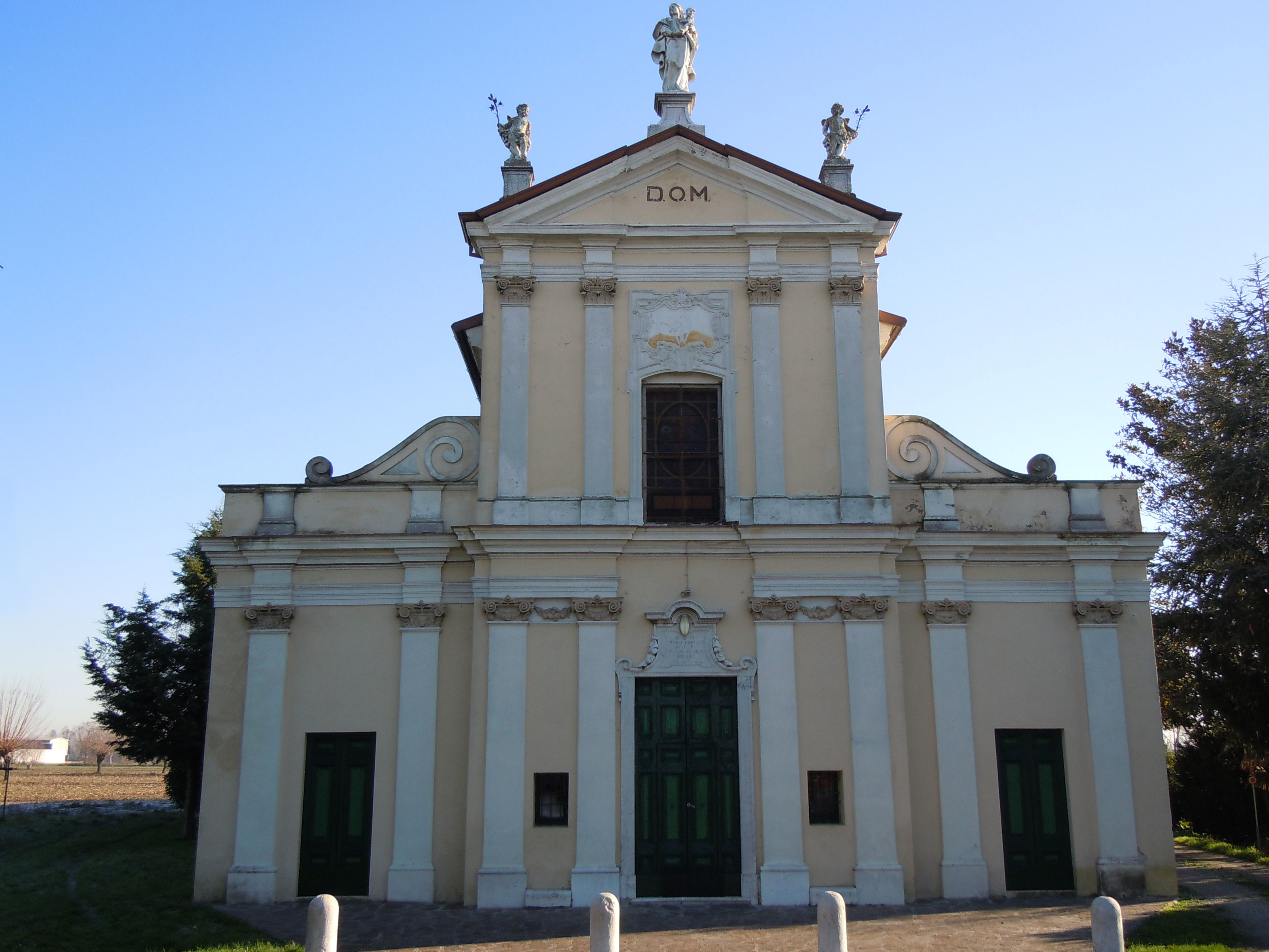
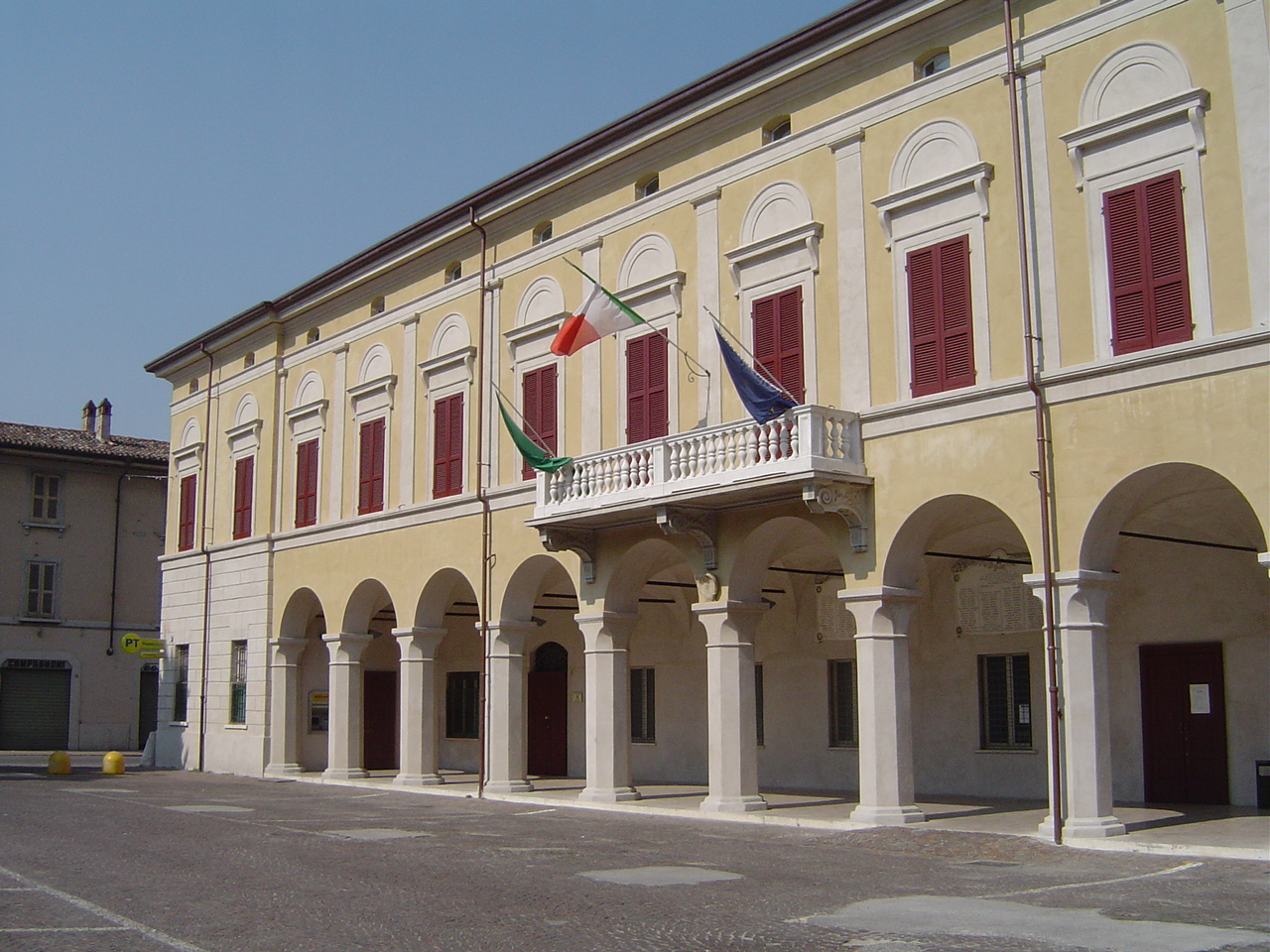